# Smrk u Šebestova
Smrk u Šebestova je památný smrk ztepilý na Šumavě. Nachází se na území obce Stachy, v okrese Prachatice. S obvodem kmene 355 cm se jedná o nejmohutnější památný smrk ztepilý v Jihočeském kraji. Vysoký je 29 m. Stojí u lesní cesty na hraně porostu, severně od křižovatky, v nadmořské výšce 850 m. Strom má mohutný kmen s velmi silnými větvemi.